# التهاب البنكرياس الوراثي
التهاب البنكرياس الوراثي هو التهاب في البنكرياس يُعزى إلى أسباب وراثية. وُصف لأول مرة عام 1952 من قبل كومفورت وشتاينبيرغ لكن في عام 1996 عزل وايتكوم وآخرون أول طفرة مسؤولة في جين مولد التربسين (PRSS1) على الذراع الطويلة للكروموسوم السابع (7q35). 
يستخدم مصطلح «التهاب البنكرياس الوراثي» عند تحديد المؤشر الحيوي الجيني، و«التهاب البنكرياس العائلي» خلاف ذلك.

## الأعراض
يتميز التهاب البنكرياس الوراثي بنوبات ألم شرسوفي، غالبًا ما ترتبط بالغثيان والإقياء. قد تبدأ الأعراض بعد فترة وجيزة من الولادة لكن بدايتها تختلف بشكل دوري، إذ لا يظهر على بعض المرضى أعراض حتى سن البلوغ. عادةً ما يتطور المرض لالتهاب البنكرياس المزمن مع فشل في الغدد الصماء والغدد خارجية الإفراز وزيادة خطر الإصابة بسرطان البنكرياس. حُسب خطر الإصابة بالسرطان ليبلغ 35-54% حتى سن 75 عامًا، ويُجرى فحص سرطان البنكرياس المبكر لمن يعانون من التهاب البنكرياس الوراثي على أساس علمي. قد يختار بعض المرضى استئصال البنكرياس جراحيًا لمنع الإصابة بسرطان البنكرياس في المستقبل.
تتبع وبائية التهاب البنكرياس الوراثي نمطًا مشابهًا لالتهاب البنكرياس المزمن المرتبط بالكحول، لكن توجد اختلافات مهمة. على سبيل المثال، عادةً ما تبدأ أعراض التهاب البنكرياس في التهاب البنكرياس الوراثي مبكرًا؛ رغم أن سوء الامتصاص ومرض السكري يحدثان في مرحلة لاحقة من تطور المرض.

## الوراثة
تحدث الغالبية العظمى من حالات التهاب البنكرياس الوراثي نتيجة عمليات استبدال، في القاعدة 365 (c.365G> A) والقاعدة 86 من الدنا المتمم (c.86A> T) على جين PRSS1. اكتُشف استبدال النوكليوتيدات في أواخر التسعينيات من القرن العشرين من خلال تحليل الارتباط الكلاسيكي وهي تُعرف الآن باسم p.R122H و p.N29I على التوالي، وفقًا لاستبدال الأحماض الأمينية وموقعها في تسلسل البروتين.
نادرًا ما تتحدد هذه الطفرات في الفحوص العامة للمرضى الذين يعانون من مرض مجهول السبب وأصبح النمط الظاهري ل p122H و p.N29I الآن مميزًا بالإضافة إلى تحديد الطفرة p.A16V مؤخرًا لأول مرة. هناك العديد من الطفرات النادرة أو حالات تعدد الأشكال في PRSS1 التي ما تزال غير مفهومة جيدًا ولم تُحدد الطفرات الجينية المسؤولة عن جميع عائلات التهاب البنكرياس الوراثي.
بقيت الآلية التي تسبب بها هذه الطفرات الجينية التهاب البنكرياس غير معروفة بعد؛ لكن من المحتمل أن يكون ناتجًا عن زيادة التفعيل الذاتي أو تثبيط مولد التربسين. مع ذلك، تحددت آلية جديدة مؤخرًا مع p11RC.

## التشخيص
يتحدد وجود التهاب البنكرياس الوراثي لدى العائلات ما إذا كان النمط الظاهري متوافقًا مع وراثة جسدية سائدة شديدة النفوذية. بعبارات بسيطة، يتطلب ذلك وجود اثنين أو أكثر من الأقارب من الدرجة الأولى (أو ثلاثة أو أكثر من الأقارب من الدرجة الثانية) مصابين بالتهاب البنكرياس الحاد أو المزمن المتكرر غير المبرر ضمن جيلين أو أكثر. يعد هذا المرض وراثي جسمي سائد مع نفوذية تبلغ 80% تقريبًا. 

## العلاج
يشبه علاج التهاب البنكرياس الوراثي علاج التهاب البنكرياس المزمن لأسباب أخرى. يركز العلاج على الإنزيمات والمكملات الغذائية، ومعالجة الألم، والسكري البنكرياسي، ومضاعفات موضعية في الأعضاء الأخرى، مثل الأكياس الكاذبة وانسداد قناة الصفراء أو الإثني عشر.

## الإنذار
لم تجد دراسة أجريت عام 2009، والتي شملت 189 مريضًا، أي زيادة في عدد الوفيات رغم زيادة خطر الإصابة بسرطان البنكرياس.